# 梁梅宗性侵案
梁梅宗性侵案是一起台灣性侵案件，發生於1996年至2006年發生於臺灣高雄市前鎮區光華國民小學。一名體操女選手A因看到2017年美国体操性虐待丑闻判決，而在2018年3月9日於facebook指控體操教練梁梅宗，是台灣＃MeToo運動的最早案例之一。最終共4名女學生起訴。2021年，高雄地方法院認定教練梁梅宗對A的1次強制性交、對C的1次強制猥褻，判6年10月；而B、D的指控超過告訴期間不予認定。

## 案情
2018年2月6日退役女體操選手在社工陪同下，前去高雄市政府警察局婦幼警察隊報案。該婦幼警察隊即以專案指揮方式立案，由臺灣高雄地方檢察署主任檢察官楊碧瑛和檢察官鄭靜筠、高雄市政府警察局婦幼警察隊、高雄市政府社會局家庭暴力及性侵害防治中心、高雄市政府教育局組成專案小組偵辦。案發於1996年至2006年間，被害人提供另外5位受害人名單，檢警前去訪談多半不願提及往事。

## 處理

### 學校
2018年1月26日，高雄市前鎮區光華國民小學接獲高雄市政府教育局轉知陳情人內容，隨即召開緊急應變小組會議，並完成相關通報。遭指控的體操教練於1991年3月到該校服務至今，經該校與教育部體育署確認，該名教練適用之法律為《專任運動教練輔導與管理辦法》。由於該名教練適用法條未有「暫予停聘」，該校依《校園性侵害性騷擾性霸凌防治條例》第25條處理。2018年1月29日，該校性別平等教育委員會會議決議，請教練請假至調查結束，並為顧及學童權益，停止同月30日寒假訓練事宜。
2018年2月8日，校方通知體操隊上的全部家長，內容是體操教練涉及性侵案及停止寒假訓練公告。該校體操隊家長後援會於同年3月5日召開臨時會議討論，並確認現階段訓練的選手未遭受教練性騷擾。

### 司法
2018年3月10日臺灣高雄地方檢察署傳喚梁梅宗到案說明，訊後以新台幣30萬元保釋候傳，並限制居住、出境。檢方依強制性交、猥褻罪將梁梅宗起訴，高雄地方法院變更起訴法條為利用權勢性交罪。
2021年4月6日，高雄地方法院認定教練梁梅宗對A的1次強制性交、對C的1次強制猥褻，判6年10月；而B、D的指控超過告訴期間不予認定。判決指出，梁梅宗出庭否認遭指控犯行，其委任律師質疑被害者A長期遭性侵卻無法指認梁男性器官特徵；被害者A則反駁，遭性侵時都閉眼不想看，但記得梁梅宗身上有明星花露水混菸味。梁梅宗無強制接受治療必要，全案可上訴，於2023年2月入獄，入獄後兩個禮拜於3月9日因敗血性休克不治。

## 影響
2018年3月12日，立法院教育及文化委員會邀請教育部業務報告，立法委員劉世芳、何欣純特此質詢教育部部長潘文忠。同月15日，台灣女人連線、台北市女性權益促進會、台灣職業安全健康連線、台灣展翅協會舉行「#Me too！打破沉默，我們就在這裡！」聯合記者會，設置性侵受害者申訴專線，及陪伴下勇敢遣責性侵犯與性騷擾。
2018年4月21日，勵馨社會福利事業基金會在中正紀念堂舉行「多陪一哩路＃MeToo大遊行，勵馨接住你」，並將美國女作家伊芙·恩斯勒所著的戲劇《陰道獨白》改編成舞台劇《拾蒂》演出。
2021年4月13日，監察委員范巽綠、蕭自佑、趙永清已對各縣市學校體育班及運動隊的訓練環境安全申請自動調查，並落實學生和選手身心保護措施，及加強教練、導師、家長、學生對於性別平等及身體界限之認知。

## 各方意見
- 高雄市市長陳菊表示，絕不姑息校園性侵事件發生，呼籲受害人勇於舉發，高雄市政府將給予受害人完全的保護與支持，高雄市政府教育局也將全力協助檢調調查[37]。
- 國立高雄師範大學校長吳連賞表示，如果有學生提報遭遇性別事件，將依法組調查小組追查並繩之以法[38]。
- 勵馨基金會執行長紀惠容表示，主因是台灣對性議題非常隱晦[39]。
- 勵馨基金會高雄分事務所主任楊稚慧表示，教練與選手關係緊密，教練常有如選手的「再生父母」，長期相處，身體又如此靠近；加上教練多為權威角色，掌握選手能否上場與表現；只要教練有不當企圖心，選手懵懂就容易被侵害，而當下選手也因無法理解教練行為異常而未能即時舉發[40]。
- 全國家長團體聯盟榮譽理事長兼全國家長教育志工聯盟召集人吳褔濱表示，各種運動教練都擁有相當程度的權威，邪惡的「狼師教練」利用學生服從教練、學習的熱情及追求成功的夢想，在教育的過程中不斷地找機會性騷擾、性侵害學生，10幾年來卻能騙過學校、家長、同學之間；到底是哪個環節出了問題，儘快找出原因，才能避免出現下一個受害者[41]。
- 臺灣運動醫學會榮譽理事長葉文凌表示，要使「狼人教練」消失，需仰賴良好教練制度、監督系統、以及足夠的支持系統，才足以解決這種「獸性戰勝人性」的系統性失靈問題[42][43]。